# 이시야마 가즈히데
이시야마 가즈히데(일본어: 石山一秀, いしやま かずひで, 1950년 12월 13일 ~ )는 전 KBO 리그 두산 베어스의 감독이다. 재일 한국인 출신으로 귀화 전의 한국식명이자 KBO 리그 등록명은 송일수(宋一秀)이다.

## 생애
1968년에 헤이안 고등학교 재학 당시 5번 타자로 팀을 고시엔 대회 중의 봄·여름 대회에서 연속으로 출장하였고 봄의 대회에 베스트4로 진출시켰다.
1969년에 졸업한 후, 긴테쓰에 정식 선수가 아닌 구단의 직원 신분으로 입단하여 불펜 포수로서 1군에 동행했다. 이 때 정식 선수로 계약할 수 없었던 것은, 당시 그가 일본 국적이 아니었기 때문이었다. 당시 일본 프로 야구에서는 외국인 선수를 2명만 둘 수 있다는 규칙이 존재했기 때문이다. 그 해 가을에 열린 1970년 신인 드래프트에서 5순위 지명을 받아 정식 선수로 계약했지만 1973년까지 1군에 올라가지 못했다. 입단 후 주로 백업 포수 및 외야 대수비 요원으로 출장했다. 그리고 위장 오더의 일종으로, 일본 프로 야구에서 선발 투수 예고제가 시행되며 역사 속으로 사라진 ‘정찰 요원’으로 많이 나왔다. 간간히 모국에서 열렸던 재일 한국인 선발 팀의 방한 경기를 통하여 대한민국에도 모습을 드러냈다.
계속 백업으로만 출장하다가 1983년 시즌 종료를 앞두고 팀에서 재계약 불가 통보를 받자 일본 프로 야구에서 은퇴를 선언하였다. 당시 긴테쓰의 세키구치 세이지 감독은 불펜에서 묵묵히 받쳐 준 그를 위해 나름의 은퇴식을 준비해 주었다. 그 해 10월 21일 후지이데라 구장에서 열린 한큐 브레이브스전에서 14:17로 뒤지고 있었던 9회말 2사 때 대타로 타석에 들어섰다. 상대 투수는 모리 코지였다. 연습용 배트를 들고 갔던 이 타석이 일본에서 마지막으로 타석에 들어선 것이었는데, 일본 프로 야구 데뷔 이래 처음이자 마지막 홈런을 기록했다. 긴테쓰의 동료들은 물론 송일수의 사연을 알던 상대 팀 한큐 선수들도 벤치에서 박수를 치며 축하해 주었다. 야수의 입단 14년째 32세에 첫 홈런은 퍼시픽 리그 기록이 되었다.
이듬해인 1984년에 김일융과 함께 삼성 라이온즈에 입단하였다. 김일융의 전담 포수로 출장하여, 1985년 김일융의 좌완 최다 선발승(20선발승)에 공헌했다. 1986년 현역에서 은퇴했다. 주전이었던 이만수가 공격형이었던 것과 달리, 송일수는 수비형이었다.
은퇴한 후 일본으로 돌아와 긴테쓰에 프런트로 복귀한 후 불펜 포수(1988년 - 1989년)를 맡았다. 그 후 1993년부터 긴테쓰 구단이 오릭스 버펄로스에 합병된 2004년까지 배터리코치를 역임했다. 긴테쓰를 떠나 2005년에 도호쿠 라쿠텐 골든이글스의 아시아 담당 스카우트로 취임하였으나, 구단 사장과 스카우트 팀과의 마찰로 2012년에 사임했다.
2013년에는 두산 베어스의 2군 감독으로 영입되었다. 2013년 11월 27일 김진욱 감독이 경질되자 후임 감독으로 선임됐다. 계약 조건은 3년 간 총액 10억 원(계약금 2억 5,000만 원·연봉 2억 5,000만 원)의 조건이다. KBO 리그에서는 4번째로 재일 한국인 출신 사령탑이 되었으며, 삼성 라이온즈에서 1983년에 조감독으로 영입하였다가 서영무가 사임하여 실질적으로 감독을 맡았던 이충남까지 포함하면 5번째다.
그러나 2014년 시즌에 두산이 성적 부진에 시달리며 팬들로부터 평가가 좋지 못했고, 결국 2014년 10월 21일 성적 부진으로 부임 1년 만에 경질되었다. 송일수는 경질되기 전까지 그해 마무리캠프 계획을 구상하고 있었다. 후임 감독으로는 김태형 SK 와이번스 배터리코치가 선임되었다.

## 일본통산 기록

### 연도별 타격 성적
| 연도 | 팀명   | 타율  | 경기 | 타석 | 타수 | 득점 | 안타 | 2루타 | 3루타 | 홈런 | 루타 | 타점 | 도루 | 도실 | 희생타 | 희생플라이 | 볼넷 | 사구 | 삼진 | 병살 | 실책 |
| ---- | ------ | ----- | ---- | ---- | ---- | ---- | ---- | ----- | ----- | ---- | ---- | ---- | ---- | ---- | ------ | ---------- | ---- | ---- | ---- | ---- | ---- |
| 1974 | 긴테쓰 | 0.167 | 3    | 6    | 6    | 1    | 1    | 1     | 0     | 0    | 2    | 0    | 0    | 0    | 0      | 0          | 0    | 0    | 1    | 0    | 0    |
| 1975 | 긴테쓰 | 0.235 | 25   | 17   | 17   | 1    | 4    | 0     | 0     | 0    | 4    | 1    | 0    | 0    | 0      | 0          | 0    | 0    | 4    | 0    | 0    |
| 1976 | 긴테쓰 | 0.200 | 54   | 5    | 5    | 0    | 1    | 0     | 0     | 0    | 1    | 0    | 0    | 0    | 0      | 0          | 0    | 0    | 1    | 0    | 0    |
| 1977 | 긴테쓰 | 0.500 | 51   | 4    | 4    | 1    | 2    | 1     | 0     | 0    | 3    | 0    | 0    | 0    | 0      | 0          | 0    | 0    | 0    | 0    | 0    |
| 1978 | 긴테쓰 | 0.333 | 21   | 11   | 9    | 1    | 3    | 0     | 0     | 0    | 3    | 2    | 0    | 0    | 0      | 0          | 2    | 0    | 1    | 0    | 0    |
| 1979 | 긴테쓰 | 0.125 | 15   | 8    | 8    | 1    | 1    | 0     | 0     | 0    | 1    | 0    | 0    | 0    | 0      | 0          | 0    | 0    | 1    | 0    | 0    |
| 1980 | 긴테쓰 | 0.125 | 22   | 9    | 8    | 1    | 1    | 1     | 0     | 0    | 2    | 2    | 0    | 0    | 0      | 0          | 1    | 0    | 2    | 0    | 0    |
| 1981 | 긴테쓰 | ---   | 6    | 0    | 0    | 0    | 0    | 0     | 0     | 0    | 0    | 0    | 0    | 0    | 0      | 0          | 0    | 0    | 0    | 0    | -    |
| 1982 | 긴테쓰 | 0.000 | 6    | 2    | 2    | 0    | 0    | 0     | 0     | 0    | 0    | 0    | 0    | 0    | 0      | 0          | 0    | 0    | 2    | 0    | 0    |
| 1983 | 긴테쓰 | 0.231 | 12   | 14   | 13   | 2    | 3    | 1     | 0     | 1    | 7    | 3    | 0    | 0    | 0      | 0          | 1    | 0    | 1    | 1    | 0    |
| 통산 | 10시즌 | 0.222 | 215  | 76   | 72   | 8    | 16   | 4     | 0     | 1    | 23   | 8    | 0    | 0    | 0      | 0          | 4    | 0    | 13   | 1    | 0    |

### 연도별 수비 성적
| 연도 | 포수 | 포수   | 포수     | 포수     | 포수   |
| 연도 | 경기 | 사인수 | 도루허용 | 도루저지 | 수비율 |
| ---- | ---- | ------ | -------- | -------- | ------ |
| 1974 | 2    | 2      | 1        | 1        | 0.500  |
| 1975 | 9    | 6      | 5        | 1        | 0.167  |
| 1976 | 5    | 3      | 2        | 1        | 0.333  |
| 1977 | 4    | 3      | 0        | 3        | 1.000  |
| 1978 | 9    | 5      | 3        | 2        | 0.400  |
| 1979 | 7    | 3      | 3        | 0        | 0.000  |
| 1980 | 5    | 1      | 0        | 1        | 1.000  |
| 1982 | 1    | 0      | 0        | 0        | ---    |
| 1983 | 5    | 5      | 2        | 3        | .600   |
| 통산 | 47   | 28     | 16       | 12       | .429   |

## 대한민국통산 기록
| 연도 | 팀명  | 타율  | 경기 | 타수 | 득점 | 안타 | 2루타 | 3루타 | 홈런 | 루타 | 타점 | 도루 | 도실 | 희생타 | 희생플라이 | 볼넷 | 사구 | 삼진 | 병살 | 실책 |
| ---- | ----- | ----- | ---- | ---- | ---- | ---- | ----- | ----- | ---- | ---- | ---- | ---- | ---- | ------ | ---------- | ---- | ---- | ---- | ---- | ---- |
| 1984 | 삼성  | 0.277 | 64   | 137  | 15   | 38   | 3     | 2     | 2    | 51   | 16   | 1    | 4    | 4      | 1          | 4    | 4    | 22   | 3    | 2    |
| 1985 | 삼성  | 0.208 | 55   | 130  | 16   | 27   | 7     | 0     | 2    | 40   | 20   | 2    | 2    | 10     | 2          | 14   | 1    | 11   | 4    | 4    |
| 1986 | 삼성  | 0.155 | 40   | 84   | 7    | 13   | 3     | 0     | 0    | 16   | 4    | 0    | 1    | 5      | 0          | 4    | 0    | 7    | 2    | 1    |
| 통산 | 3시즌 | 0.222 | 159  | 351  | 38   | 78   | 13    | 2     | 4    | 107  | 40   | 3    | 7    | 19     | 3          | 22   | 5    | 40   | 9    | 7    |

## 주요 기록

### 첫 기록(일본 프로야구)
- 첫 출장 : 1974년 9월 21일, 대 다이헤이요 클럽 라이온스 24차전(후지이데라 구장), 7회말에 구리하시 시게루의 대타로 출장, 나가이 다모쓰로부터 삼진
- 첫 선발 출장 : 1974년 10월 2일, 대 닛폰햄 파이터스 26차전(구사나기 구장), 8번·포수로서 선발 출장
- 첫 안타 : 상동, 다카하시 나오키로부터 안타
- 첫 홈런 : 1983년 10월 21일, 대 한큐 브레이브스 26차전(후지이데라 구장), 9회말에 모리 고지로부터 홈런

## 등번호
- 54 (1970년 ~ 1974년)
- 33 (1975년 ~ 1983년)
- 90 (1993년 ~ 2004년)
- 86 (2013년 ~ 2014년)

## 출신 학교
- 헤이안 고등학교

## 에피소드
- 1985년 7월 2일 대구에서 열린 해태전에 8번 타자로 나와 삼진을 당했는데, 이는 선동열이 기록한 첫 삼진이었다.
- 2014년 번트작전에 대한 팬들의 불만이 일자 이에 대한 감독의 고유권한이라고 설명하며 기분이 상한다고 응답했다.
- 2014년 10월 16일 서울 SK전에서 5-1로 앞서던 5회말 공격에서 김현수를 대주자 이성곤으로 교체했고, 홍성흔도 대타 김재환으로 교체했다. 그리고 6회초에 선발 이현승을 내리고 임태훈을 마운드에 올렸다. 결국 5-7로 역전패했다. 이로 인해 4위 확정을 노리던 LG가 어려운 처지에 놓였다. 이 경기 몇일전 LG와의 경기에서 불미스러운 벤치클리어링이 일어났는데 야구 관계자 및 팬들 사이에선 이 사건에 대한 보복성 행위라는 견해가 지배적이다.
- 2014년 10월 16일 sk전 져주기 논란에 이날 김인식 한국야구위원회 규칙위원장은 "두산은 팬들을 위해 끝까지 최선을 다해야 한다. 선수들은 그렇게 했는데 송일수 감독은 그렇게 하지 않았다. 이런 경기는 해서는 안 된다"고 말해 공감을 받았다.
- 2014년 10월 11일 LG와의 경기중 선발투수 마야가 상대 LG의 2연속 스퀴즈에 대해 양상문 감독에게 손가락 욕과 스페인어 욕설을 하여 분노한 양상문 감독이 마야에게 직접 올라갔는데 이에 대해 송일수 감독은 마야가 잘못한 게 맞지만 직접 올라온 양상문 감독의 행동도 잘못되었다고 언급하였다.
- 2014시즌 종료 후 감독직에서 경질당했는데, 경질전까지 마무리캠프 및 스프링캠프를 구상하고 있었다고 한다. 이에 두산팬들은 그런성적을 내놓고 계속 연임할 생각이었냐며 불만을 토로하였다.